# Love and Rockets (musikgrupp)
Love and Rockets var en alternativ rockgrupp bildad 1985 av de tidigare Bauhaus-medlemmarna Daniel Ash (gitarr, saxofon och sång), David J (basgitarr och sång) och Kevin Haskins (trummor och synthesizer).
Bandnamnet togs från Jaime och Gilbert Hernandez serie med samma namn.

## Bandmedlemmar
- Daniel Ash (född Daniel Gaston Ash 31 juli 1957 i Northampton, England) – sång, gitarr, keyboard, saxofon
- Kevin Haskins (född Kevin Michael Dompe 19 juli 1960 i Northampton) – trummor, synthesizer
- David J (född David John Haskins 24 april 1957 i Northampton) – sång, basgitarr, keyboard, munspel

## Diskografi
Studioalbum
- 1985 – Seventh Dream of Teenage Heaven
- 1986 – Express
- 1987 – Earth, Sun, Moon
- 1989 – Love and Rockets
- 1994 – Hot Trip to Heaven
- 1996 – Sweet F.A.
- 1998 – Lift

Livealbum
- 2003 – So Alive

Samlingsalbum
- 2003 – Sorted! The Best of Love and Rockets